# 세르조 마르키온네
세르조 마르키온네(이탈리아어: Sergio Marchionne, 이탈리아어: [ˈsɛrdʒo marˈkjɔnne], 1952년 6월 17일 ~ 2018년 7월 25일)는 이탈리아계 캐나다인 사업가로, 자동차 제조업체인 FIAT 와 크라이슬러에서 자동차 산업의 혁신적이고, 엄청난 비즈니스 통찰력, 노골적이고 꽤 솔직한 접근 방식으로 널리 알려져 있다.
그는 이탈리아인 아버지와 크로아티아인 어머니 사이에서 태어나 14세에 캐나다 토론토로 이주하였다.
그는 CNH 인더스트리얼 회장, FCA 그룹 최고경영자(CEO), 크라이슬러 회장 겸 CEO, 페라리 회장 겸 CEO, 마세라티 회장을 역임했다. 1983년 딜로이트 입사 후 2년 후 로손 개발 이사직, 1989년 제넥스 인더스트리 및 1994년 로손 CFO 등을 거친 그는 2008년부터 2010년까지 스위스에 기반을 둔 SGS 회장, UBS 은행 부회장, 2012년 유럽 자동차 제조업체 협회 회장(2006년 1월에 처음 선출됨)을 역임했다. 그는 피터슨 국제 경제 연구소 의 회원이자 미국 이탈리아 위원회 이탈리아 지부 의장이었다.
자동차 산업에 대한 예리한 관찰로 유명한 그의 통찰력은 회사 제품에 대한 솔직한 비판에서부터 산업 통합의 이점을 극찬하는 Confessions of a Capital Junkie 라는 제목의 높은 평가를 받는 2015년 프레젠테이션에 이르기까지 다양하다. 이 여파로 2013 현대자동차와의 제휴 파기의 원흉이 되기도 하였다. 이 때 미주용 닷지의 현대 스타렉스 및 포터 리뱃징 모델이 후속 없이 램 프로마스터로 통폐합되고, 닷지 애티튜드의 기반이 엑센트에서 미쓰비시 아트라쥬로 교체되었다.
그는 당시 2년 이내에 Fiat를 자동차 산업 에서 가장 빠르게 성장하는 회사 중 하나로 전환시킨 것으로 널리 알려져 있다. 2009년에 그는 미국, 캐나다 정부 및 노조의 지원을 받아 피아트 그룹이 당시 도산한 크라이슬러 와 전략적 제휴를 맺는 데 중요한 역할을 했다. 2년이 채 지나지 않아 크라이슬러는 정부 대출금 일부를 상환하면서 수익성을 되찾았다. 이후 부도로 단종된 스프린터의 후속으로 프로마스터를 도입하고 5세대 램 픽업이 가장 안전하고 신뢰성 높은 픽업트럭이라는 평가를 받는 등 괄목할만한 성과를 냈다. 2014년 Fiat와 Chrysler는 새로운 지주 회사인 피아트 크라이슬러 오토모빌스 로 합병되어 한때 세계에서 7번째로 큰 자동차 제조업체가 되었다. 이것은 그의 사후 PSA와의 또 한번의 합병으로 지금의 스텔란티스에 이른다.
2018년 6월 26일 지프 랭글러 경찰차 전달식 이후 수술 합병증으로 인해 그는 2018년 7월에 모든 직위에서 물러났고 며칠 후 뇌손상, 색전증으로 혼수상태 끝에 사망했다. 미국 비즈니스 채널 인 CNBC는 마르키온네를 자동차 산업의 "전설"로 묘사했으며, 영국 신문인 파이낸셜 타임즈는 그를 "동시대의 가장 대담한 비즈니스 리더 중 한 명"으로 평가했다. 그가 죽은 직후 후임 마이크 맨리는 1분간 묵념을 하였고, 이탈리아 피아트 본사는 국기를 들었으며, 본사 소속의 한 공장은 10분간 가동을 중단하였다.
그는 생전 담배를 하루에 3갑씩 피우는 엄청난 애연가로 악명높았으며, 결국 훗날 어느 직원에 의해 금연하였다.

## 같이 보기
- 카를루스 타바르스
- 카를로스 곤
- 리 아이아코카
- 메리 배라
- 존 엘칸
- 릭 왜고너